# 큰개자리 왜소은하
큰개자리 왜소 은하(Canis Major Dwarf Galaxy)는 큰개자리에 있는 불규칙 은하이다. 국부 은하군에 속하며, 우리 은하로부터 가장 가까운 은하이기도 하다. 2003년 11월에 발견되었다. 이 은하는 많은 적색 거성을 거느리고 있으며, 대략 10억 개의 항성을 품고 있는 것으로 알려져 있다. 은하의 형태는 불규칙 은하로 우리 은하에서 가장 가까운 은하들 중 하나이다. 우리 은하의 위성 은하이다.

## 같이 보기
- 메시에 79
- 은하의 형성 및 진화
- 항성운동학
- 우리 은하
- 궁수자리 왜소타원은하
- 처녀자리 성류